# Edificio Europa
El Edificio Europa, conocido popularmente como "El Huevo", es el centro de operaciones del Consejo Europeo y del Consejo de la Unión Europea, entre otras funciones, sirve como claustro para las reuniones ministeriales y albergará también las oficinas de la presidencia del Consejo Europeo.
Con la progresiva ampliación de la Unión Europea (UE), las instalaciones de anterior sede, el Edificio Justus Lipsius, se fueron quedando pequeñas y por eso en 2004 se acordó construir el Edificio Europa, que reposa parcialmente sobre un apartotel de estilo «art déco» inaugurado en 1927.
Ubicado en el barrio europeo de Bruselas (Bélgica), el Edificio Europa ha servido desde inicios del 2017 para acoger las reuniones de ministros de la UE.

## Antecedentes
El Edificio Justus Lipsius
En 1985, en respuesta a una iniciativa del Gobierno belga, el Consejo decidió que necesitaba un nuevo edificio, que se adaptara mejor a sus necesidades y asignó el encargo como contratista a la Regie der Gebouwen (nl)/Régie des Bâtiments belga. La primera piedra del nuevo edificio se puso en 1989 en un terreno donado por el Estado anfitrión, un sitio que anteriormente cruzaba la calle Juste Lipse/Justus Lipsiusstraat, que enlazaba la Rue de la Loi/Wetstraat con la rue Belliardstraat. La inauguración oficial tuvo lugar el 29 de mayo de 1995, bajo la Presidencia de la UE francesa.

## Historia
Los cimientos del complejo inmobiliario original conocido como Résidence Palace se empezaron a ejecutar en marzo de 1923. La obra fue inaugurada en 1927. El complejo inmobiliario se creó como apartahotel de lujo. Contaba con varios bloques de apartamentos de distintos tamaños y servicios: piscina, teatro, restaurante, tiendas, gimnasio... Este complejo fue utilizado como alojamiento para oficiales de la Wehrmacht (ejército de la Alemania Nazi) durante la Segunda Guerra Mundial. Después de la guerra, el edificio fue transformado en oficinas para el Estado belga. A finales de los años 1960, con motivo de la construcción de una línea de metro bajo la Rue de la Loi, se añadió una fachada de aluminio a dicha calle bajo
la dirección de los hijos de Michel Polak. Finalmente, en 1988, la parte este del bloque A del complejo fue derribada para construir el edificio Justus Lipsius.
En 2000, el Consejo Europeo decidió que todas sus sesiones se celebrarían en Bruselas, y el Consejo de la Unión Europea fijó un programa para satisfacer las nuevas necesidades inmobiliarias desprendidas de la ampliación de 2004. En virtud de dicho programa, se realizaron transformaciones en el edificio Justus Lipsius (2001 - 2006), para acoger a las delegaciones de los nuevos Estados miembros, las sesiones del Consejo, así como a los representantes de la prensa. En marzo de 2004, el Consejo aceptó la propuesta del Gobierno belga de cederle el bloque A del Résidence Palace por un valor simbólico de 1 euro. El Consejo por su parte se hizo cargo del coste total de los trabajos.
La Secretaría General del Consejo lanzó, en 2004 un concurso europeo de arquitectura e ingeniería (bajo los auspicios de la Unión Internacional de Arquitectos), que reunió 22 proyectos presentados anónimamente. La competición fue ganada por la asociación temporal de las agencias de arquitectura Philippe Samyn and Partners (architects & engineers, Lead and Design Partner) (Bélgica) y Studio Valle Progettazioni (Italia) junto con la ingeniería Buro Happold (Reino Unido).
El edificio entró en servicio en diciembre de 2016, y los líderes de la Unión Europea se reunieron allí por primera vez en marzo de 2017. Sin embargo, tras algunos años de funcionamiento, en la primavera de 2020 las reglas de distanciamiento y confinamiento adoptadas en Bélgica tras la pandemia de enfermedad por coronavirus, llevaron al Consejo a minimizar las reuniones físicas. En consecuencia, los líderees de la institución tuvieron que reunirse por videoconferencia, ello a pesar de deber tratar temas trasendentes relacionados con el Brexit y el manejo de la crisis por la pandemia.

## Características

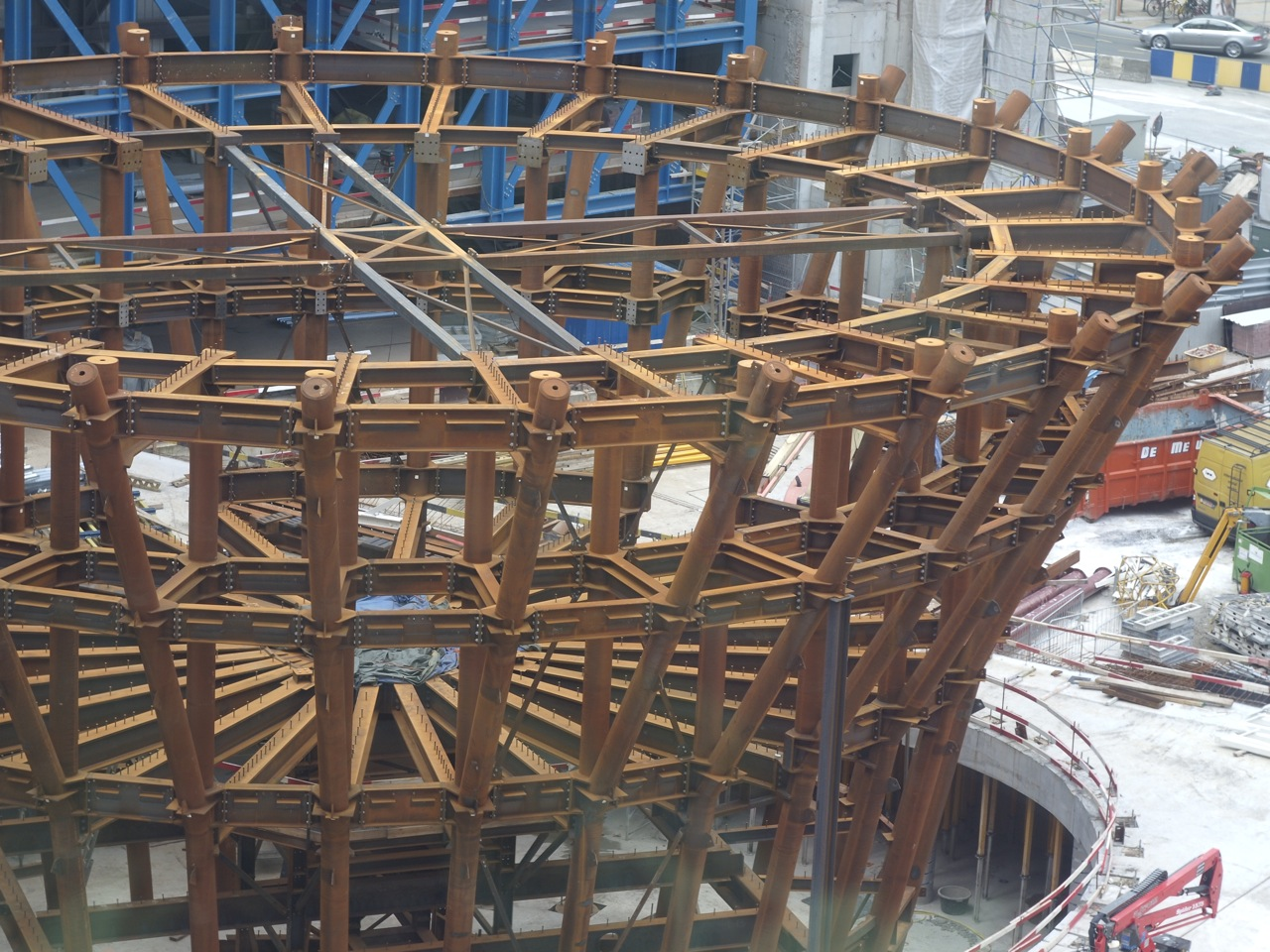
Detalle de la urna que fue prefabricada y pre-montada en Flandes siendo luego desmantelada y transportada a Bruselas.

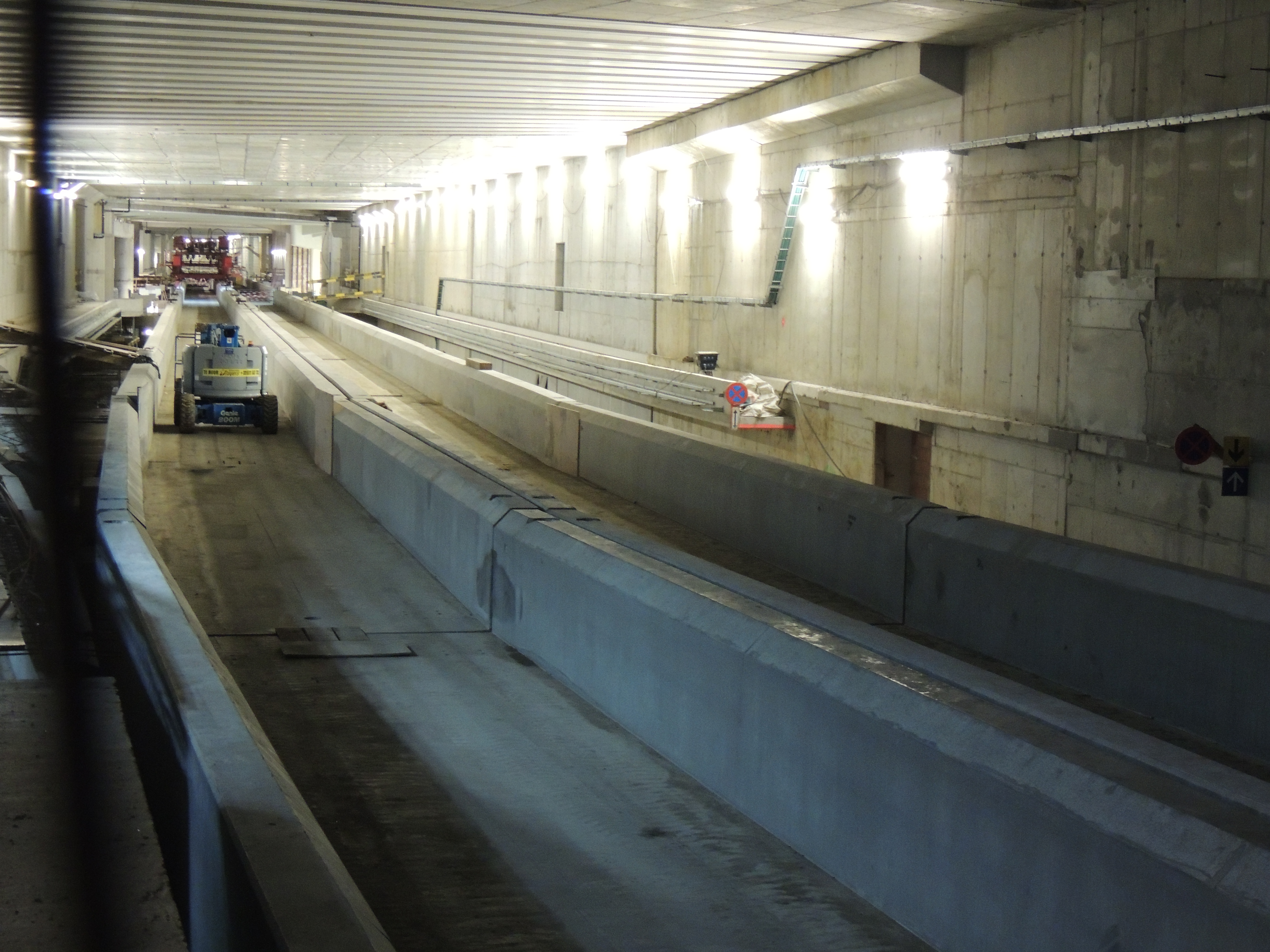
Trabajos de la estación Schuman, un proyecto que interfirió con las obras del edificio Europa.

El estilo del complejo inmobiliario original (Résidence Palace) toma prestados algunos elementos al Renacimiento italiano cruzados de elementos decorativos del Art decó. Las fachadas originales, el pasillo central de la planta baja, así como los vestíbulos, forman parte del "patrimonio artístico protegido". Este conjunto será reestructurado, ampliado y renovado, pero la parte construida en los años 60 y los subterráneos serán demolidos.
Los trabajos de transformación para acoger el Consejo Europeo comprenden la construcción de una fachada en vidrio, que rodea una urna acristalada de 50 metros de altura. La fachada sobre la Rue de la Loi presenta un montaje de aproximadamente 3000 marcos de ventanas en madera restaurados procedentes de los Estados miembros de la Unión Europea.
Contará con tres salas de conferencias de doble altura equipadas con cabinas de interpretación. La mayor de las salas dispondrá de 37 cabinas, lo que permitirá el uso de 37 idiomas diferentes. El proyecto incluye además dos salas para los almuerzos protocolarios, igualmente equipadas de cabinas de interpretación. Los periodistas, por su parte, dispondrán de áreas adicionales para la prensa. La concepción del edificio tiene en cuenta la construcción subterránea de una nueva línea de ferrocarril, así como la ampliación de la estación Schuman. Estas obras requieren importantes trabajos de apuntalado del edificio histórico y complejas estructuras para las nuevas construcciones. La sala plenaria de la tercera planta cuenta con una mesa circular de madera en el centro de una habitación cuyo suelo esta recubierto con una moqueta psicodélica y colorido techo en arco iris, creado por el artista belga Georges Meurant.
Todo el conjunto estará unido al edificio Justus Lipsius a través de dos pasarelas que al igual que el resto de la construcción han sido diseñados conforme a estrictas exigencias en materia de protección contra atentados terroristas. Todo la obra está concebida con énfasis en el ahorro de energía y respeto al medio ambiente. Para ello se instalarán paneles fotovoltaicos en el techo y se implementará la reutilización del agua de lluvia, según lo fijado por la directiva de eficiencia energética en edificios. También destaca la conservación de varias partes del edificio histórico, una concepción que incorpora materiales naturales y recuperables, e instalaciones técnicas que ahorran energía.

## Funciones
El Edificio Europa ha sido designado para ser la sede principal del Consejo Europeo, del Consejo de la Unión Europea y de otros órganos de alto nivel de la Unión Europea. Las instalaciones albergan las cumbres europeas y las reuniones de Ministros. Las reuniones ministeriales tienen lugar en la séptima planta, mientras que la quinta altura incluye un auditorio con 330 asientos concebido para reuniones multilaterales, entre otras instalaciones.
El inmueble sirve de extensión del colindante Justus Lipsius, que se diseñó en los años 1980, cuando la UE contaba 12 Estados miembros. Ambos edificios están conectados a través de una pasarela aérea

## Reconocimientos
En 2009, el proyecto recibió el "Green Good Design Award". Dicho premio tiene por objeto reconocer a las ciudades, gobiernos e instituciones que incorporan criterios de sostenibilidad en sus actuaciones.